# Лудолф III фон Халермунд
Лудолф III фон Халермунд (на немски: Ludolf III von Hallermund; † сл. 1264/1266) от фамилията Кефернбург, е от 1256 г. граф на Халермунд.

## Произход
Той е единственият син на граф Лудолф II фон Халермунд († 1256) и втората му съпруга Кунигунда фон Шваленберг-Пирмонт († пр. 1255), дъщеря на граф Готшалк I фон Пирмонт († сл. 1247). Има полусестра Беатрикс († сл. 1272), омъжена за граф Готшалк II фон Пирмонт († 1258/1262), син на граф Готшалк I фон Пирмонт.

## Фамилия
Лудолф III се жени за графиня Юта фон Хоя († сл. 1264), дъщеря на граф Хайнрих I фон Хоя († 1235/1236) и Рихца фон Вьолпе († 1227). Те имат 10 деца:
- Вилбранд III (* ок. 1251; † 13 декември 1280), граф на Халермунд, женен за Аделхайд фон Аденойс († сл. 1324)
- Рихенца († сл. 1306), омъжена за Хайнрих II фон Щромберг, бургграф фон Щромберг († 1 септември 1293 – 11 май 1295)
- Лудолф IV († сл. 1291), свещеник в Хилдесхайм (1275 – 1291)
- Беата († сл. 1296), омъжена за граф Хайнрих V фон Волденберг († 5 април – 1 юни 1305)
- Елизабет († сл. 1277), абатиса в Гандерсхайм (1265 – 1277)
- Кунигунда († сл. 11 септември 1302 – 10 юли 1304), омъжена пр. 1266 г. за Бурхард фон Асебург, шериф на Хайнинген († сл. 1303)
- Герхард I Стари († сл. 17 май 1326), граф на Халермунд, женен I. за неизвестна, II. пр. 14 септември 1317 г. за Гербург фон Хомбург († сл. 1324), дъщеря на Бодо фон Хомбург († сл. 1316)
- Ирмгард († сл. 1290)
- дъщеря, омъжена за Хилмар фон Оебисфелде († сл. 1314)
- Юта, омъжена за Йохан фон Волденбург († сл. 1330)